# Década de 1810
Séculos: Século XVIII - Século XIX - Século XX
Décadas: 1780 1790 1800 - 1810 - 1820 1830 1840
Anos: 1810 - 1811 - 1812 - 1813 - 1814 - 1815 - 1816 - 1817 - 1818 - 1819

## Acontecimentos no Brasil
Após sete anos de guerra, em 1814 a Guerra Peninsular havia acabado. Sendo assim os tribunais da Europa exigiram que a Rainha Maria I e o Príncipe regente Dom João voltassem para a Europa pois não era bem visto que representantes de uma antiga monarquia europeia residissem em uma colônia. Entretanto para justificar a permanência no Brasil, no dia 16 de dezembro de 1815 o Reino Unido de Portugal, Brasil e Algarves foi criado e a capital estabelecida foi o Rio de Janeiro.Mais tarde em  6 de março de 1817 eclodiu a Revolução Pernambucana.